# Biserica de lemn „Sfinții Arhangheli” din Sânbenedic

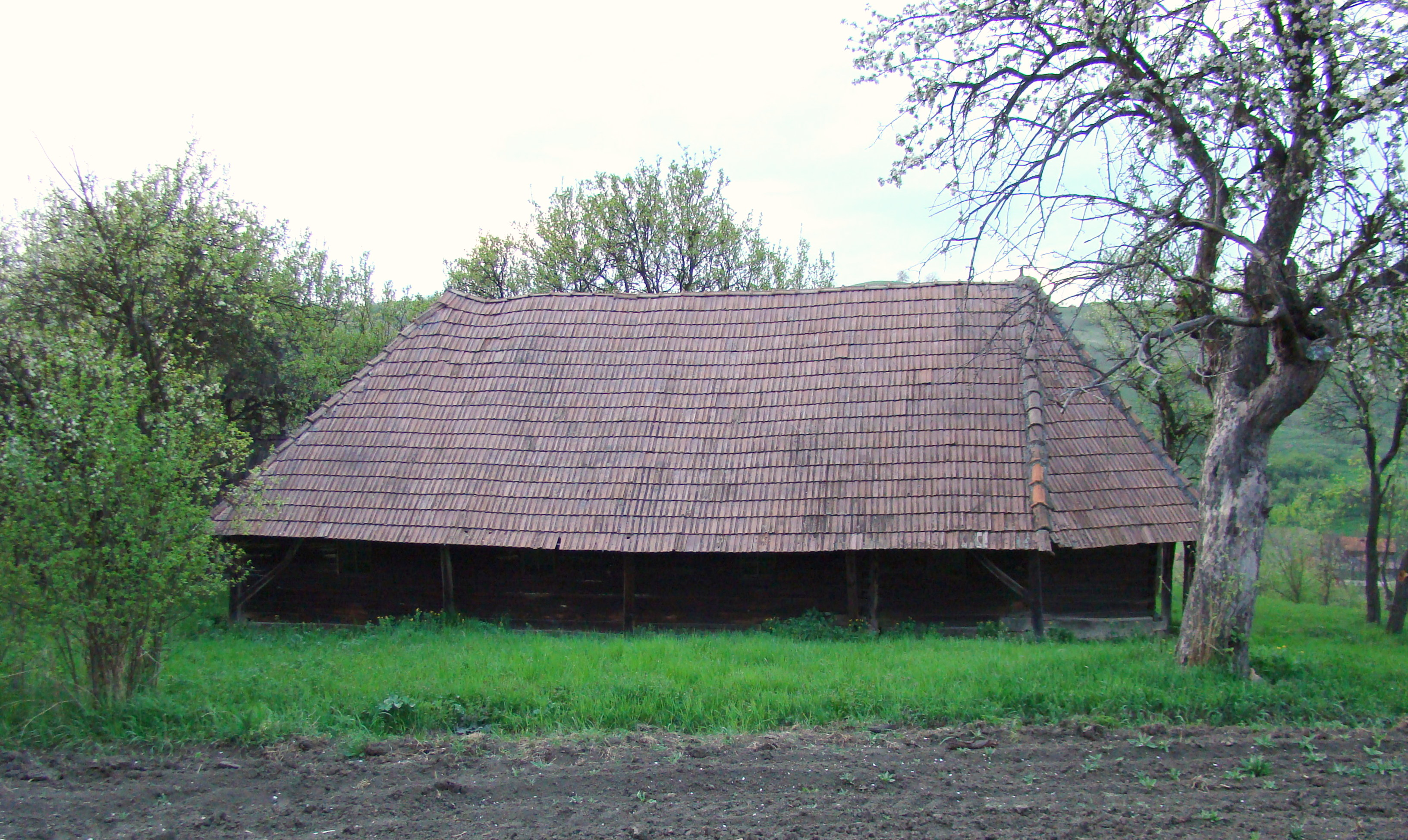
Biserica de lemn „Sfinţii Arhangheli" din Sânbenedic, foto: 2009.

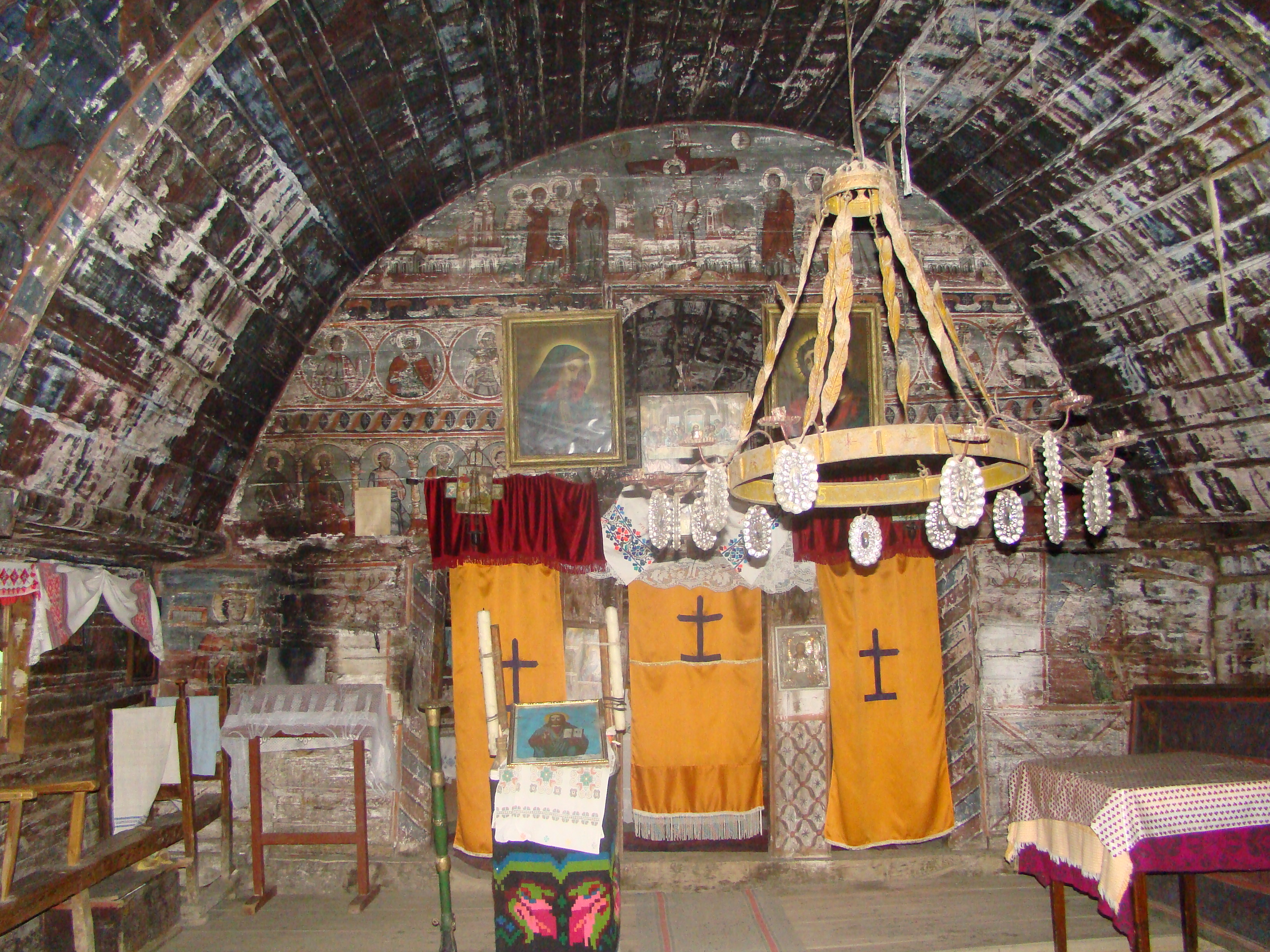
Interiorul navei spre iconostas, foto: 2009.

Biserica de lemn „Sfinții Arhangheli" din Sânbenedic, comuna Fărău, județul Alba, datează din anul 1775 . Biserica se află pe lista monumentelor istorice sub codul LMI:  AB-II-m-B-00317.

## Istoric
Edificiul a fost terminat în primăvara anului 1775. În mai 1837 i se aduc importante intervenții arhitecturale. Este singura biserică din Sânbenedic concepută cu clopotniță (construcție separată), dar fără prispă. Construcția a fost mărită spre vest refăcându-se și „ceriul” pronaosului, lucru consemnat de meșterul lucrărilor. În aceeași etapă de renovare a fost închis accesul de pe partea de nord (lucru puțin obișnuit) și a dispărut portalul sculptat de pe această parte a clădirii. Monumentul este construit după un plan dreptunghiular, cu absidă decroșată poligonală și bolți semicilindrice. Pictura are cel puțin două etape. Prima datează din 1804, realizată în absidă incluzînd și o amplă compoziție a catapetesmei, autor fiind zugravul Nicolae Popa. În 1861 cunoscutul Porfirie Șarlea din Feisa a zugrăvit suprafețele rezultate în urma refacerilor din 1837. Icoana reprezentându-l pe sfântul Ioan Înaintemergătorul (în slavonă Predetici), pe fond de aur, cu text în slavonă, datând de la începutul secolului al XVII-lea, precum și clopotul din 1630 sunt vestigii ale ctitoriei ce au precedat acest lăcaș.

## Imagini

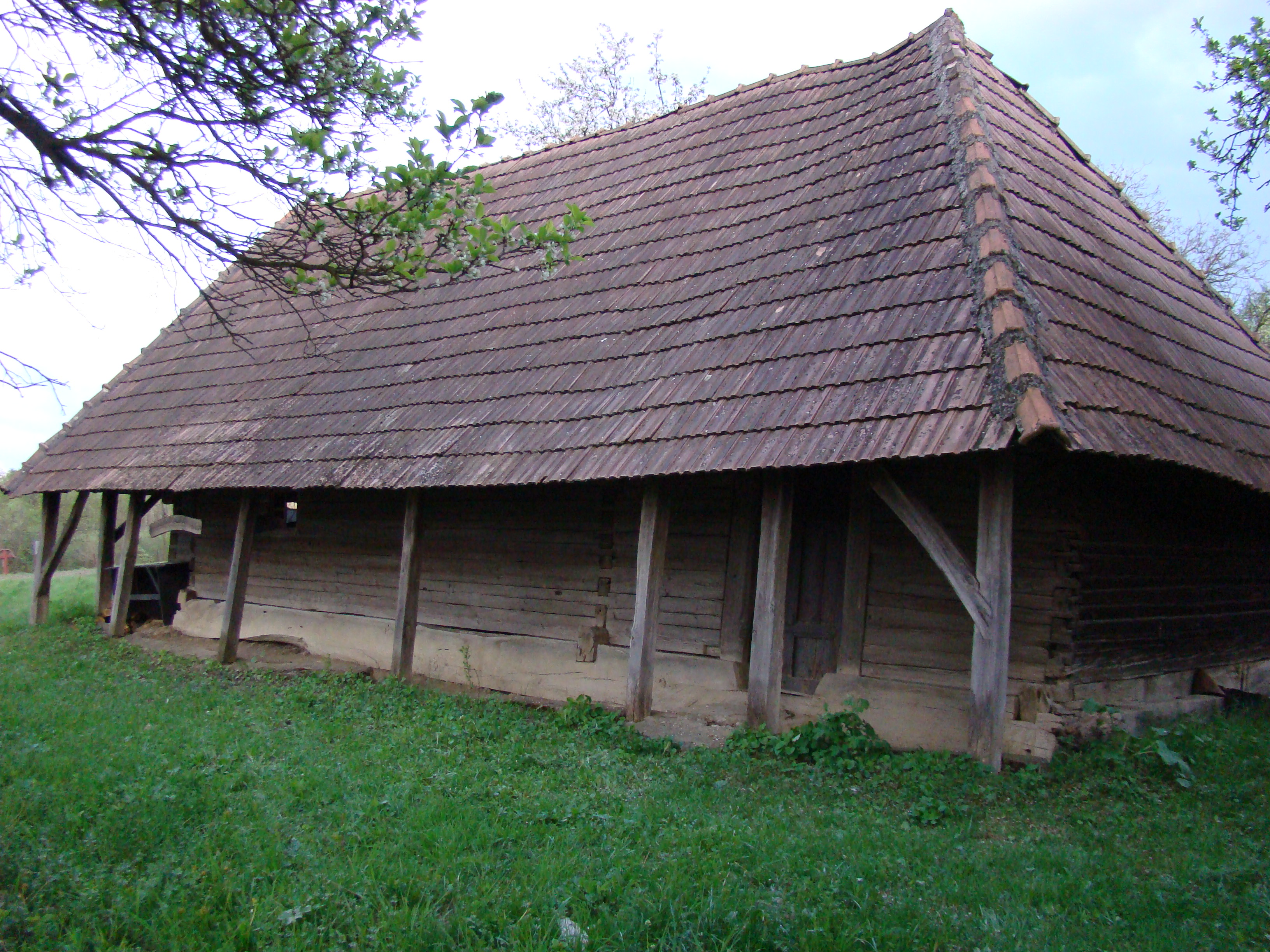
Vedere laterală. Intrarea în pronaos
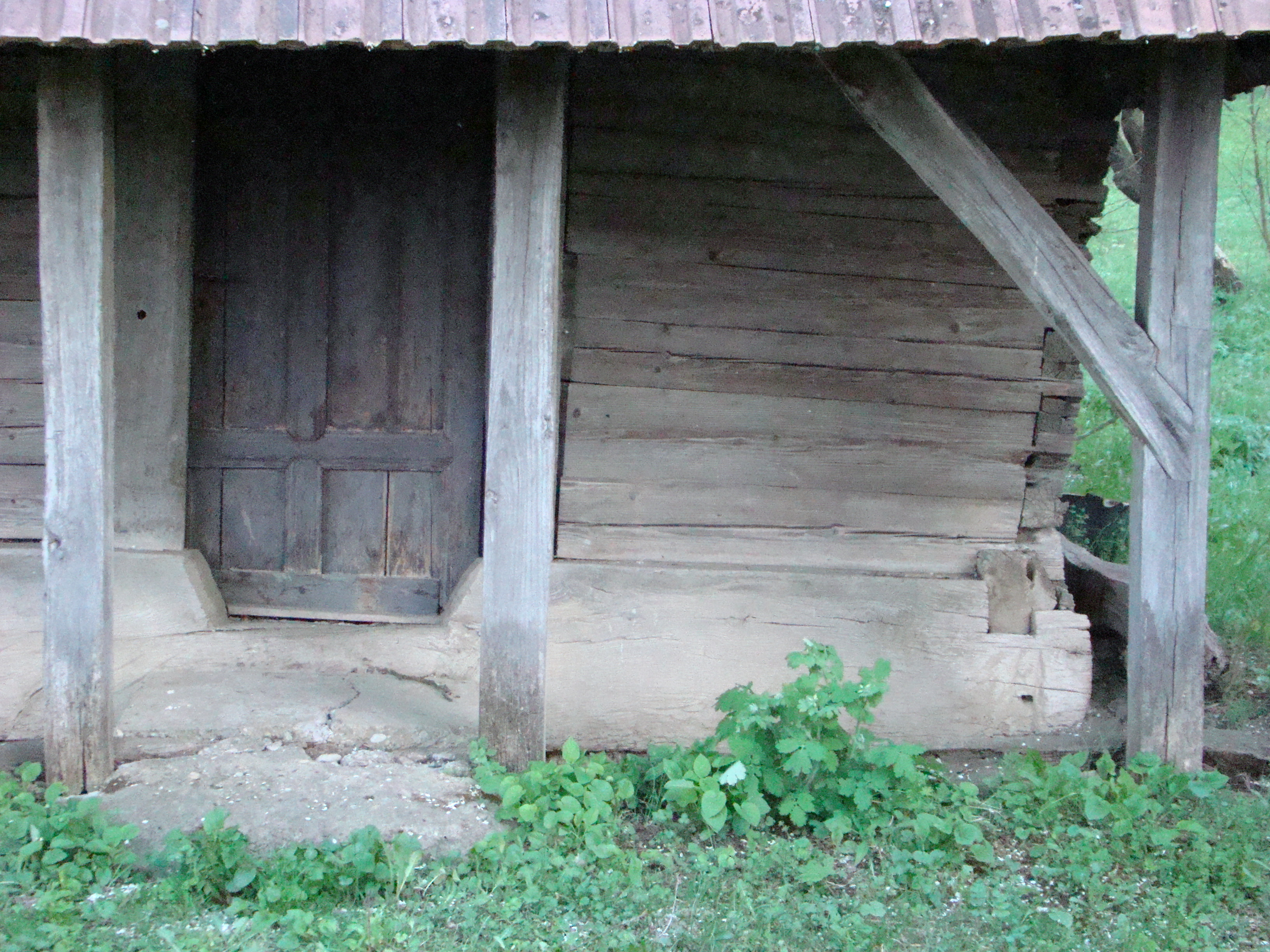
Prispa (detaliu)
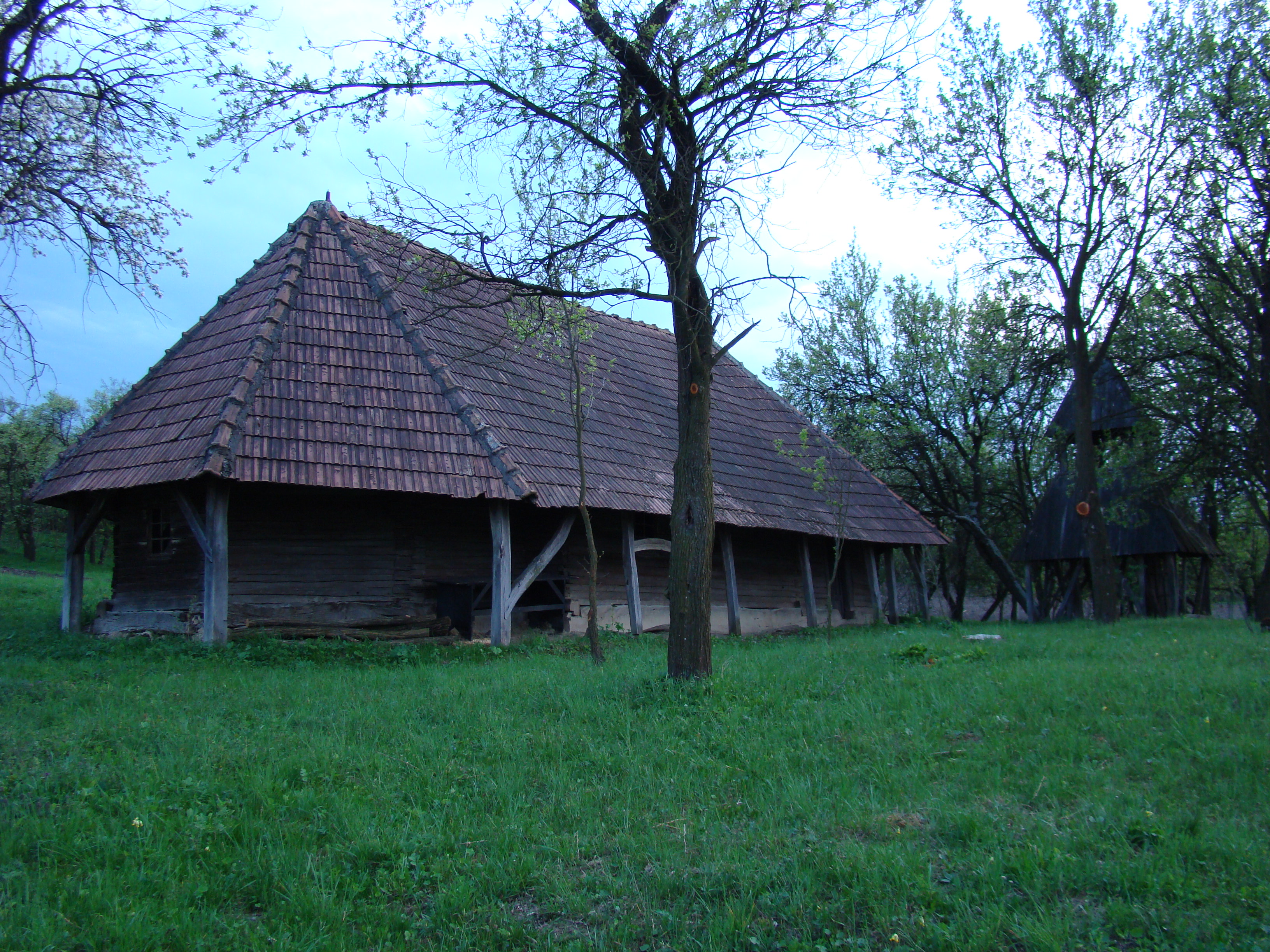
Vedere de ansamblu
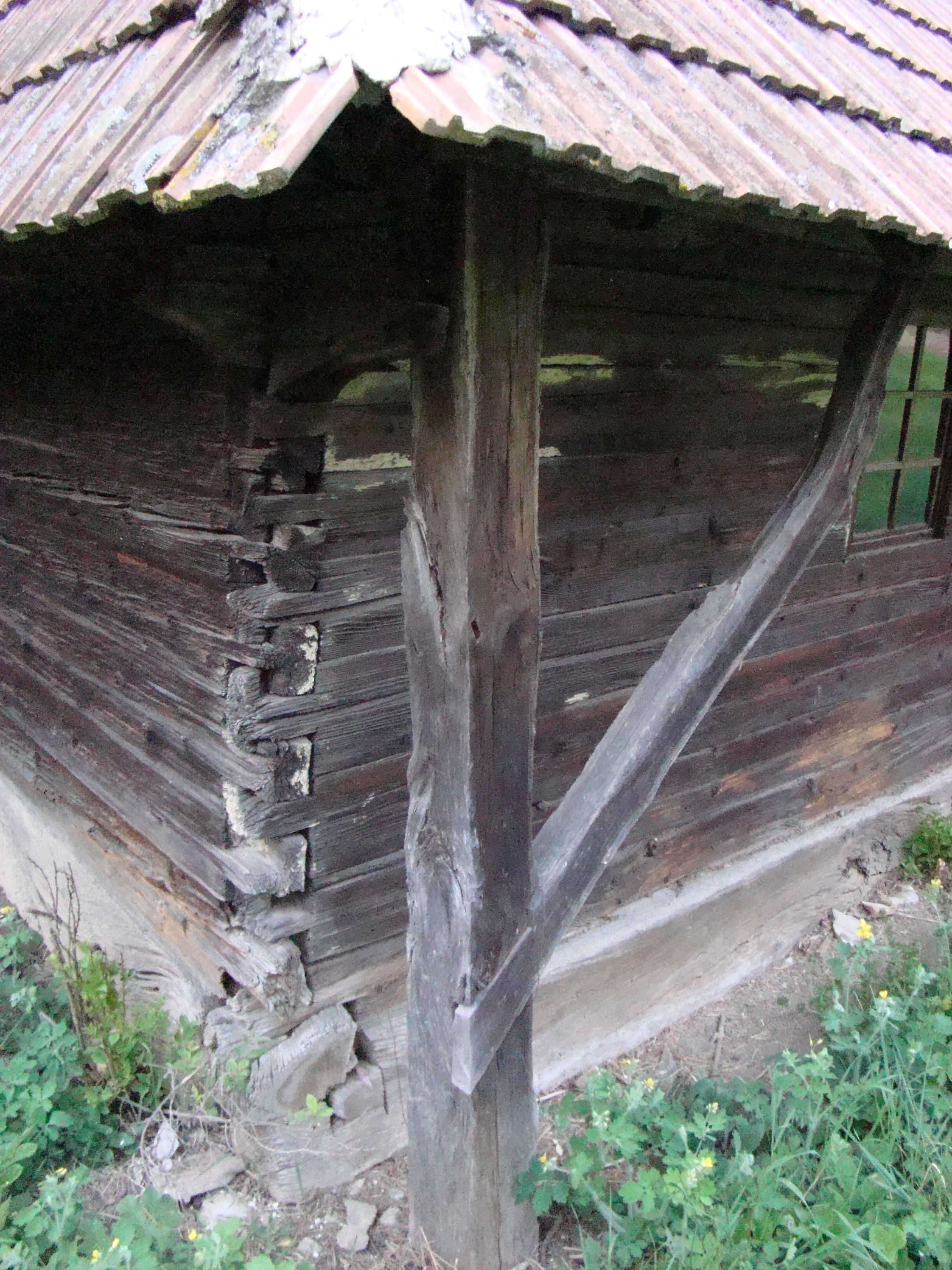
Îmbinări
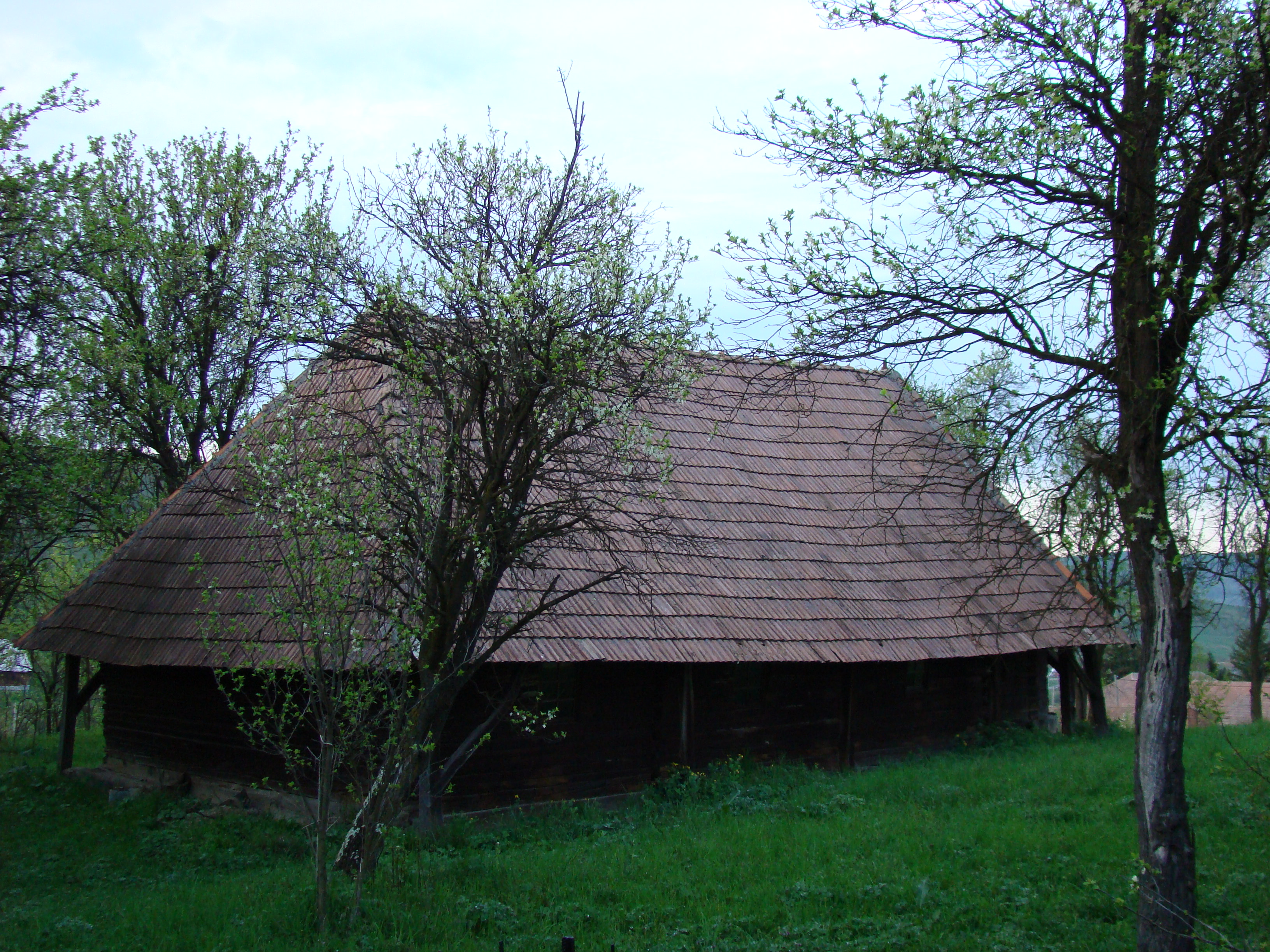
Biserica (nord-est)
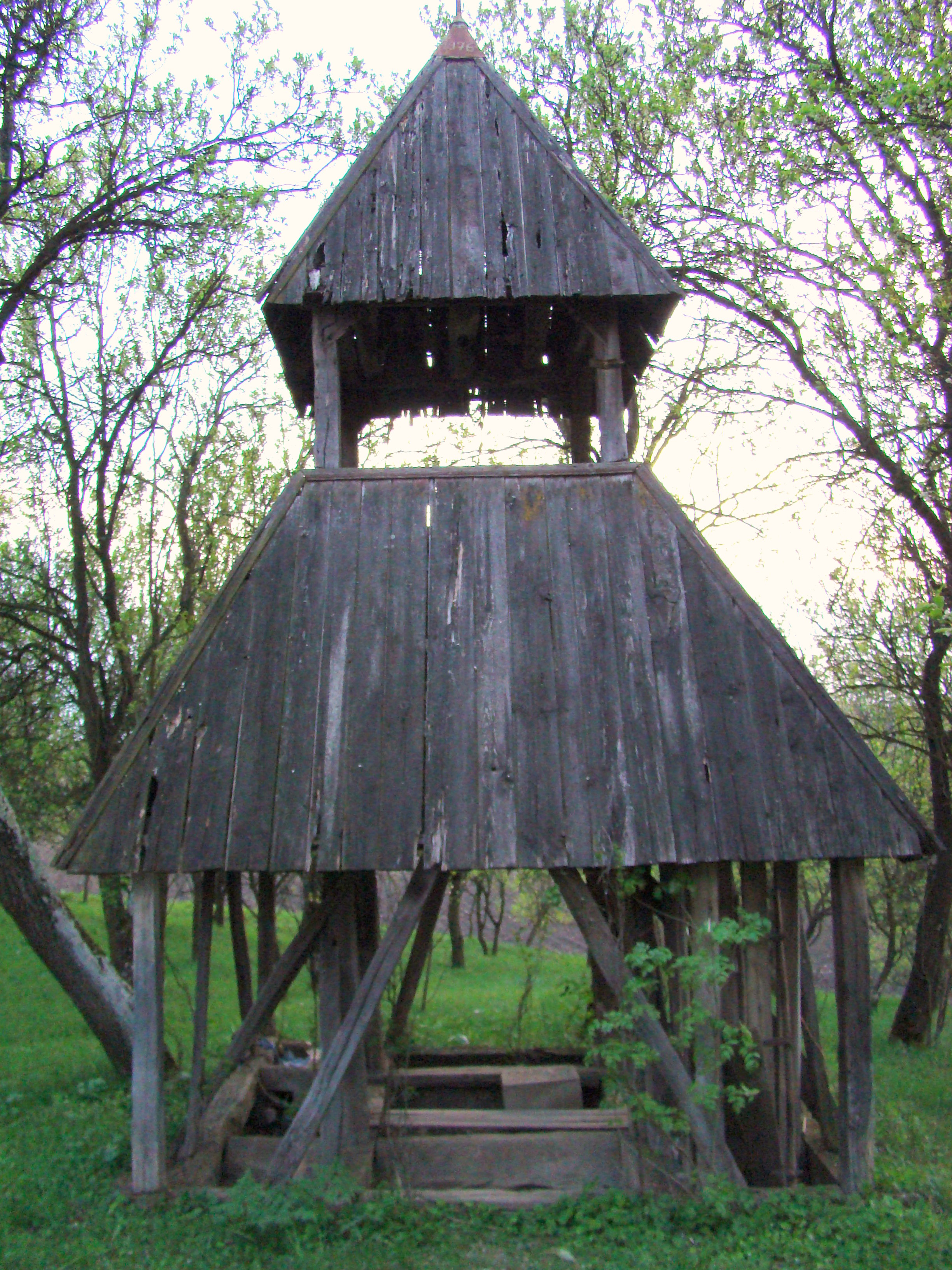
Clopotniţa
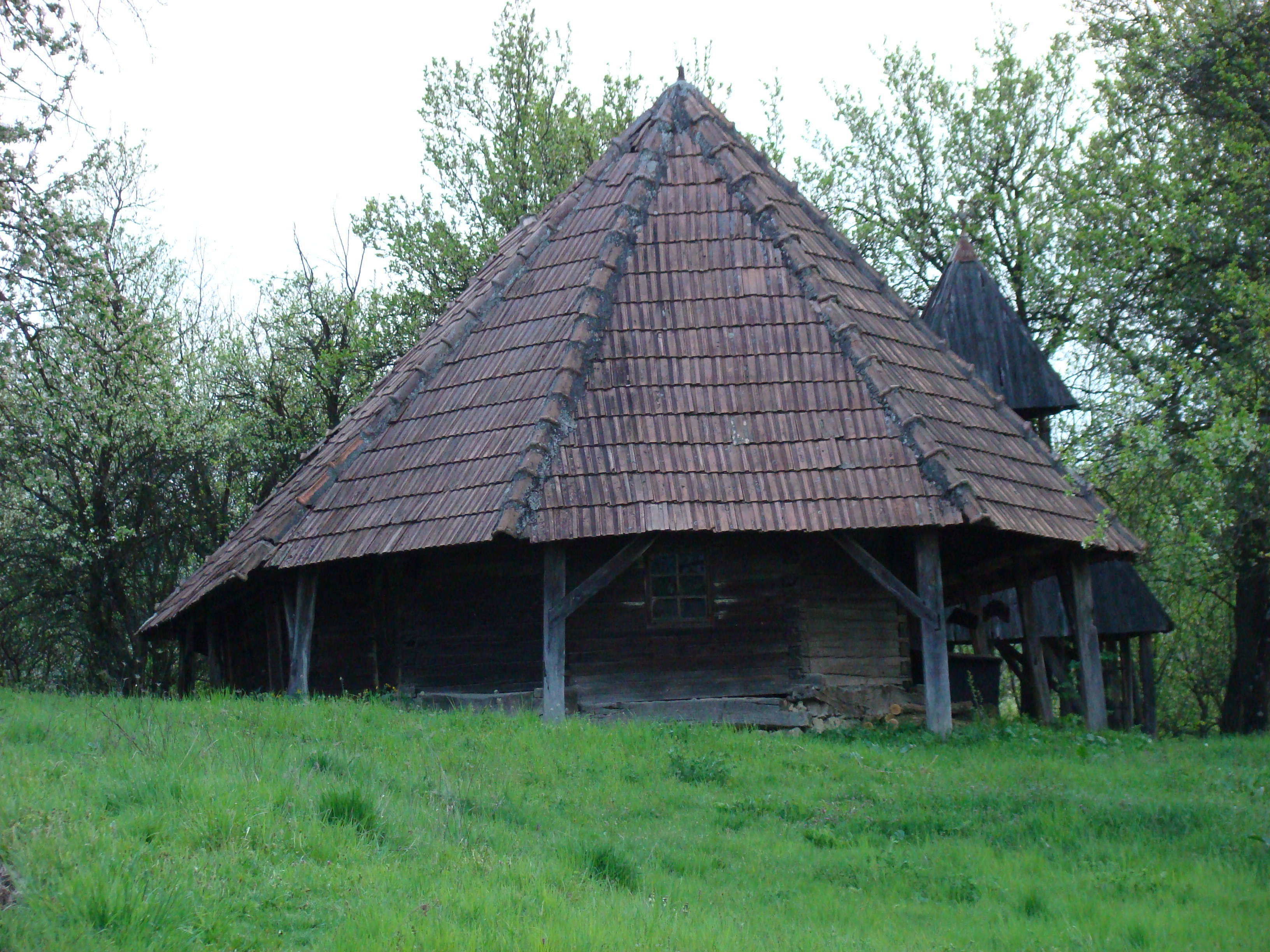
Vedere de ansamblu
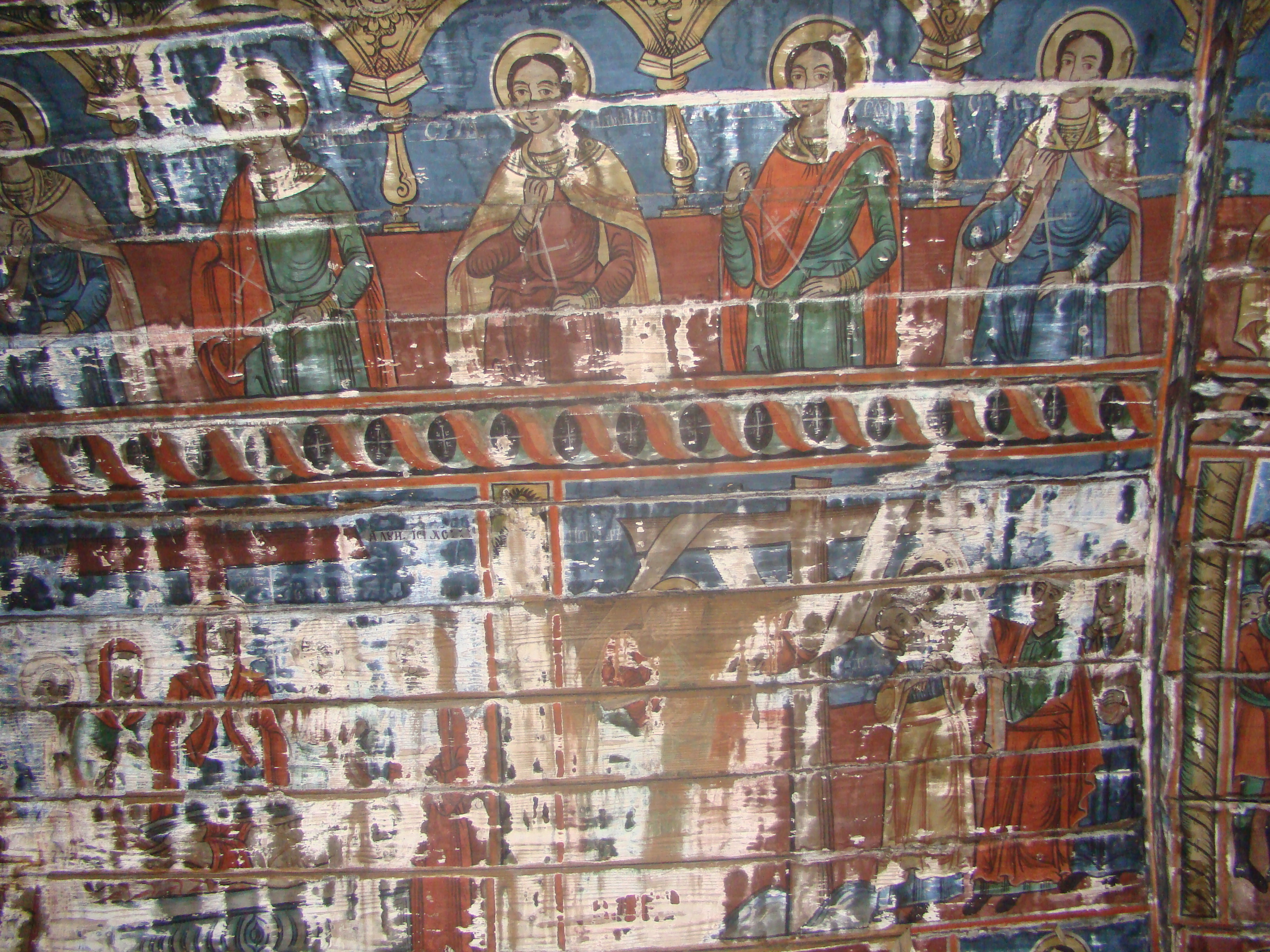
Sfinţi mucenici
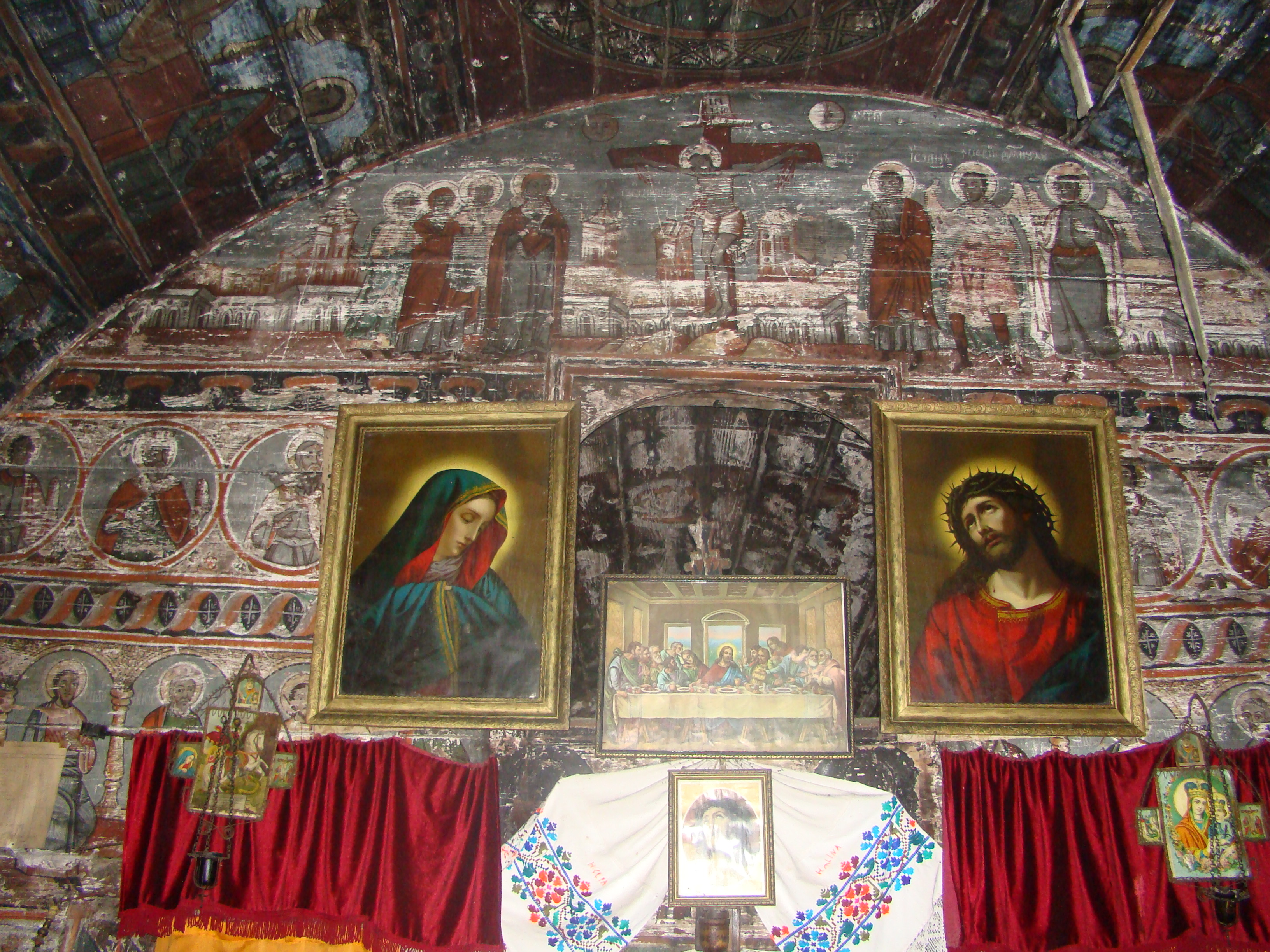
Tâmpla
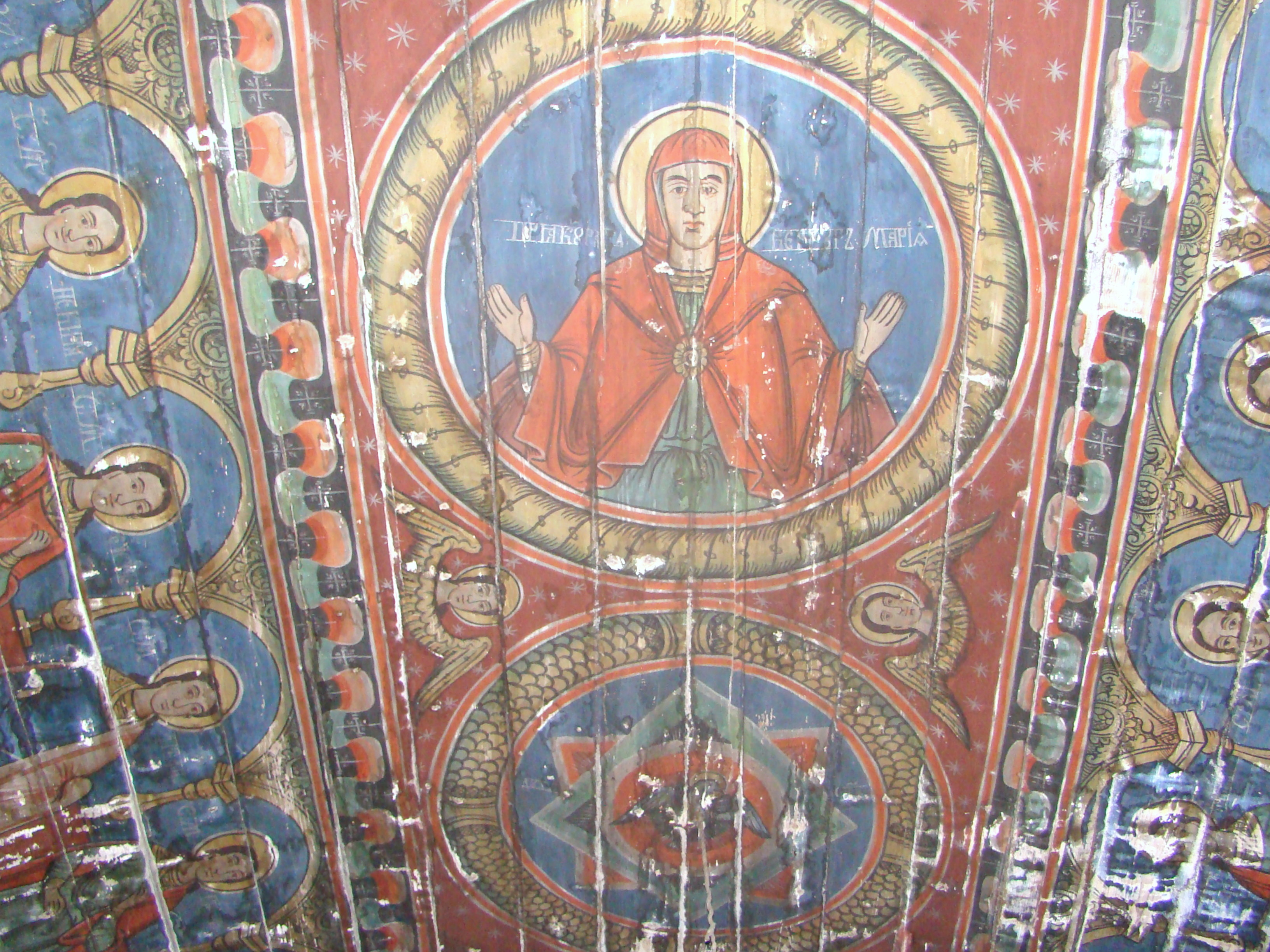
Maica Domnului orantă
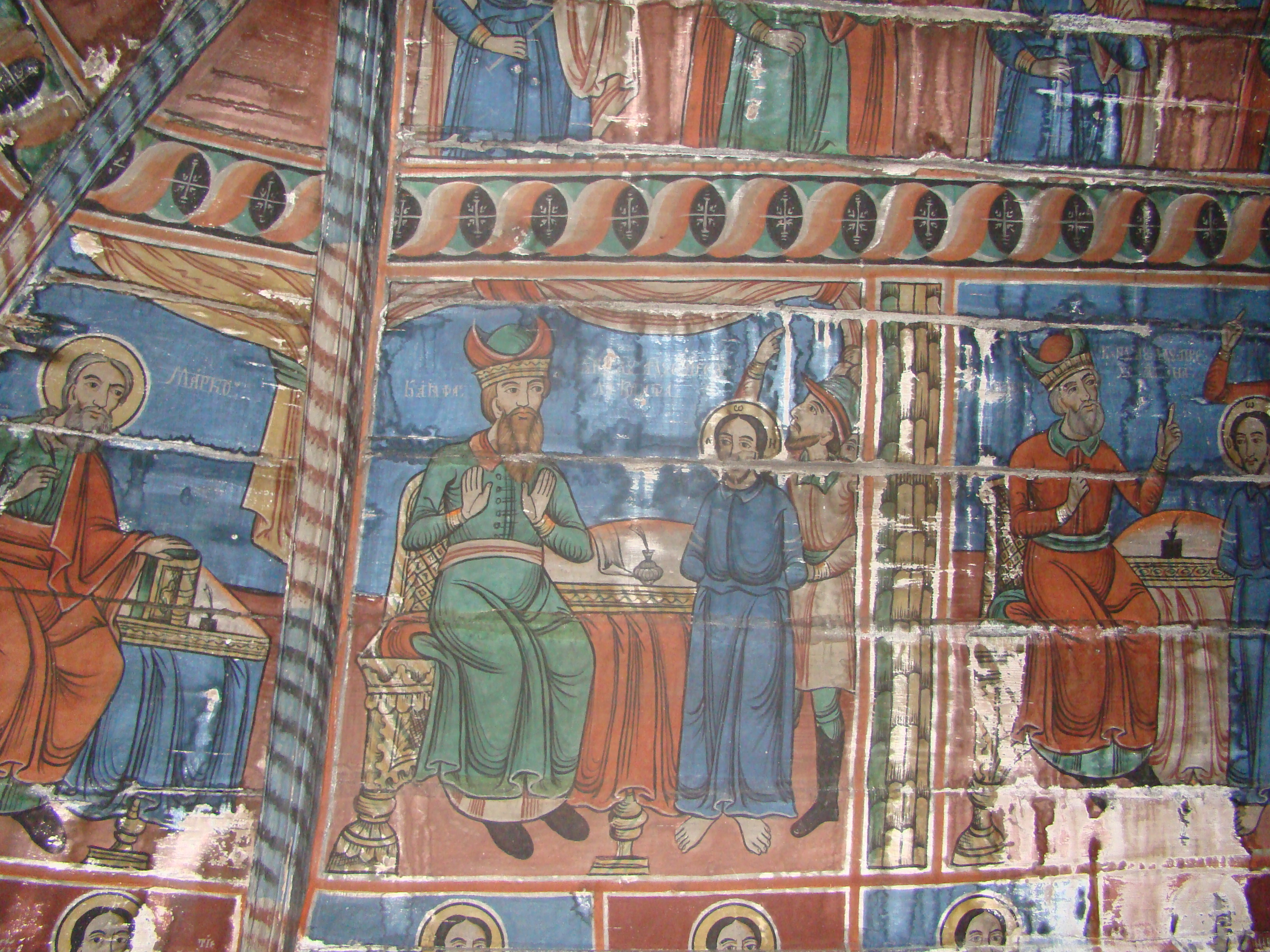
Pictură
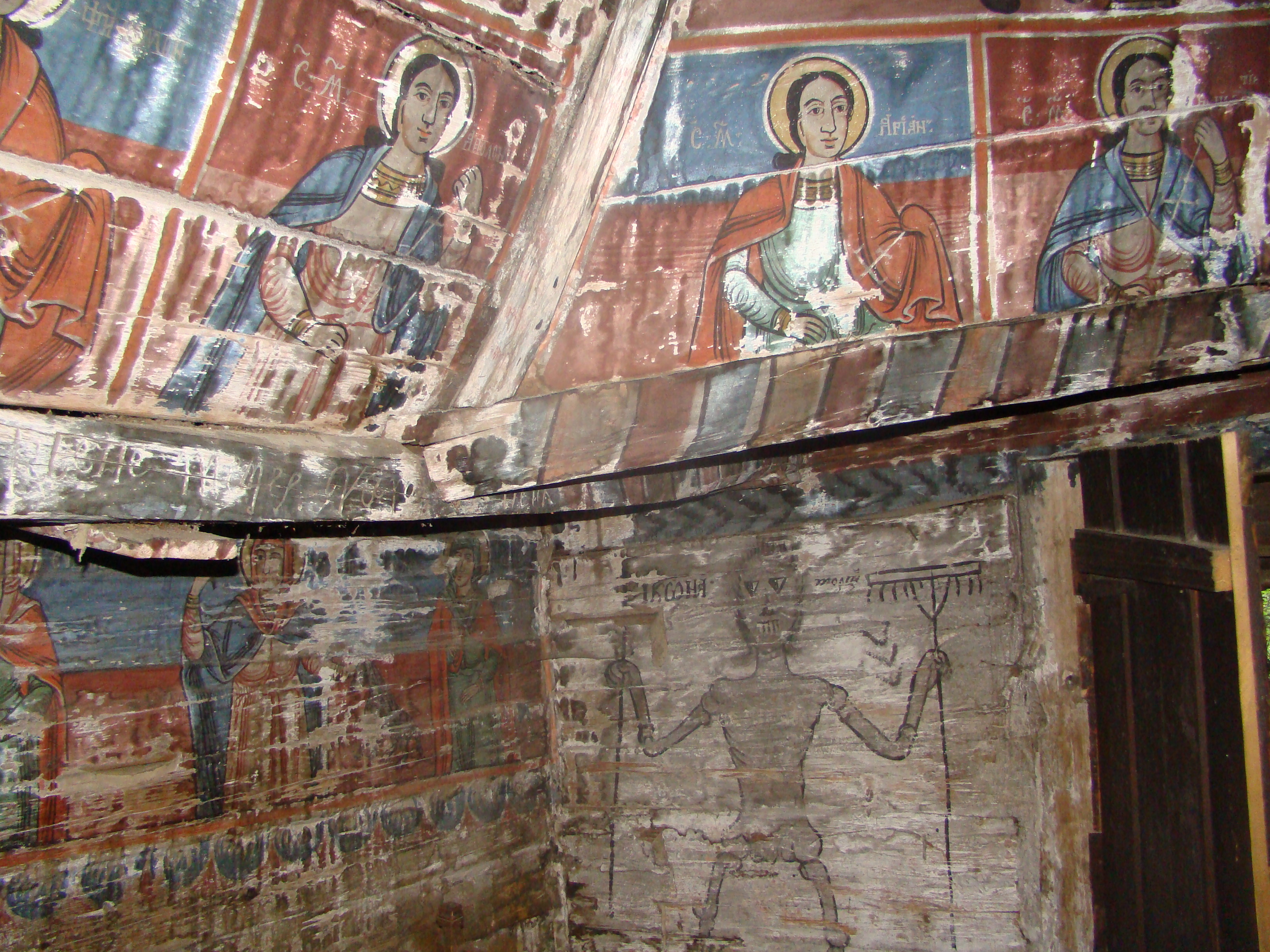
Pictură